# Stilon Gorzów Wielkopolski
El Stilon Gorzow Wielkopolski es un club deportivo polaco en la ciudad de Gorzów Wielkopolski. El club tiene las secciones de voleibol, ajedrez, fútbol, baloncesto y tenis. Existió también en su día una sección de waterpolo, campeona en un total de quince veces de la liga de Polonia de waterpolo masculino.